# Qazsport
Qazsport – kazachski kanał telewizyjny o tematyce sportowej. Stanowi część instytucji państwowej – Korporacji Telewizyjno-Radiowej „Qazaqstan”. Został uruchomiony w 2013 roku.